# The Best Selection of ASIA
『The Best Selection of ASIA』（ザ ベスト セレクション オブ アジア）は2009年9月23日に発売されたmihimaru GTのベストアルバム。

## 概要
- アジア向けに発売されたベストアルバムの逆輸入盤である。22ndシングル「アン♥ロック」と同時に発売された。
- このアルバムは韓国や台湾で行ったmihimaru GTの曲の人気投票で上位に挙がった曲を収録している。
- 新曲は存在しないが、「気分上々↑↑」の中国語版と、韓国語版が収録されている。
- 初回盤として「大和美姫丸」のタオルがついたバージョンが存在する。
- mihimaru GTのアルバムとしては初めて、タイトルに「mihima○○」が含まれない作品となった。

## 収録曲
1. 心情HIGH翻天
9thシングル。
2. 終極英雄
17thシングル。
3. Love is...
6thシングル。
4. 珍貴詩歌
12thシングル。
5. 回家歌
2ndシングル。だが収録されているのは『THE BEST of mihimaru GT』収録の「帰ろう歌 -TAKE 07-」である。
6. 俄然Yeah!
14thシングル
7. I SHOULD BE SO LUCKY
15thシングル「I SHOULD BE SO LUCKY／愛コトバ」の1曲目。
8. 永遠廻響的旋律
11thシングル「いつまでも響くこのmelody／マジカルスピーカー」の1曲目。
9. 戀愛的心情
7thシングル「恋する気持ち／YES」の1曲目。
10. 約定
1stシングル。
11. 堅強更堅強
10thシングル。
12. diverge
16thシングル。
13. Love Sick
4thアルバム『mihimarise』収録曲。
14. Bon Voyage
4thアルバム『mihimarise』収録曲。
15. 心情HIGH翻天 (中文版)
「気分上々↑↑」を中国語でリテイクしたもの。
16. 기분업업↑↑ (한국어ver.)
「気分上々↑↑」を韓国語でリテイクしたもの。